# Tranvía de El Paso
El Tranvía de El Paso es un sistema de tranvías en El Paso, Texas, que utiliza una flota de tranvías PCC restaurados que habían servido al sistema anterior de la ciudad hasta su cierre en 1974. Se abrió al servicio el 9 de noviembre de 2018. El sistema cubre 7,7 km (ida y vuelta) en dos circuitos desde el Downtown de El Paso hasta la Universidad de Texas en El Paso. El sistema se construyó por iniciativa de la Autoridad Regional de Movilidad de Camino Real, pero cuando se completó la obra principal, alrededor de la primavera de 2018, se transfirió a Sun Metro para su operación y mantenimiento. En 2022, el sistema tenía un número de pasajeros de 65 400, o alrededor de 300 por día laborable a partir del primer trimestre de 2023.

## Historia
Históricamente, las ciudades de El Paso y Ciudad Juárez dependían de un sistema unificado de tranvías a través del Río Bravo que inicialmente consistía en tranvías tirados por caballos y mulas, que fueron reemplazados por los primeros tranvías eléctricos en 1902. En 1913 aparecieron las primeras líneas de tranvía urbano. Entre 1920 y 1925, el sistema alcanzó los 83 km y 2,1 millones de pasajeros utilizaron el servicio en 1922. La creciente utilización del automóvil llevó a El Paso a abandonar la mayor parte de su infraestructura de tranvías en la década de 1940, con la excepción de la línea internacional, que se renovó con 20 tranvías PCC desde San Diego en 1950.
El 4 de mayo de 1974, la línea internacional hizo sus últimos viajes. Los coches fueron llevados a un área desértica por el aeropuerto, donde se deterioraron pero no de manera irrecuperable.

### Renacimiento
El 5 de junio de 2012, el ayuntamiento inauguró una nueva ruta, creando un circuito estrecho para el servicio; los tranvías viajarían hacia el norte por Stanton Street, girarían a la izquierda en Glory Road/Baltimore y luego hacia el sur por Oregon Street. Un bucle en el centro corre hacia el este en Franklin Avenue, al sur en Kansas Street, al oeste en Father Rahm y al norte en Santa Fe Street. El Ayuntamiento de El Paso aprobó seguir adelante con el proyecto en julio de 2014.

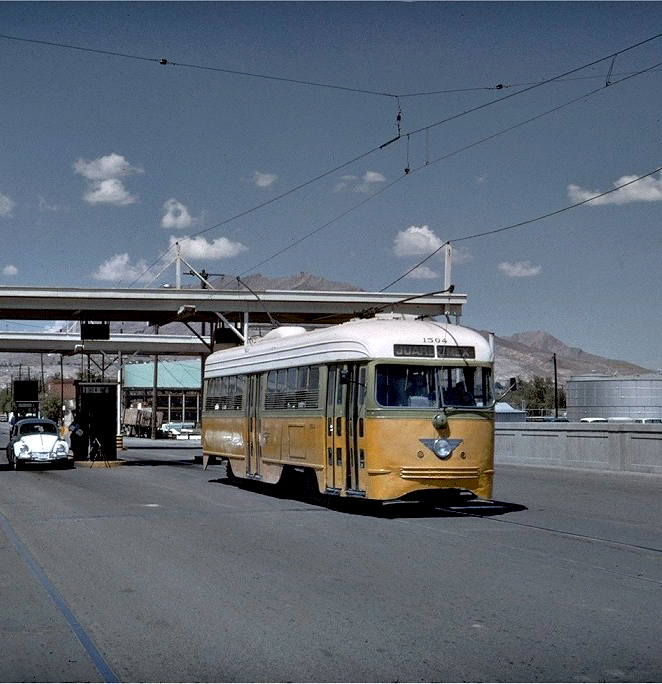
Un tranvía en la antigua línea de tranvía El Paso-Juárez en la década de 1960.

La construcción comenzó a fines de diciembre de 2015. A partir de 2016, se proyectó que el costo total del sistema sería de $97 millones. En noviembre de 2016, la ciudad reveló que los fondos de construcción habían sido extorsionados en una estafa de phishing perpetrada por una entidad que se hacía pasar por contratista; la mayoría de los fondos se habían recuperado cuando se anunció públicamente. Para marzo de 2018, la construcción estaba un 95 por ciento finalizada. El primero de los tranvías reacondicionados se recibió el 19 de marzo de 2018 y el primer viaje de prueba de la línea bajo tensión se realizó el 3 de abril.
El sistema abrió el viernes 9 de noviembre de 2018. En el fin de semana inaugural de tres días, solo se prestó servicio a seis de las 27 paradas, desde Santa Fe y 4th hasta Kansas y Mill, las demás fueron puestas en servicio el 12 de noviembre de 2018. Las tarifas se basan en la estructura de Sun Metro, lo que significa una tarifa de $1.50 para los pasajeros que no califiquen para ninguna reducción; $1 para estudiantes y niños; $0.30 para personas mayores. Todos los viajes fueron gratuitos los viernes, sábados y domingos hasta el 5 de enero de 2019. Los pases de 24 horas cuestan $3.50; Los pases de 7 días cuestan entre $2.50 y $12.
El servicio de tranvía se suspendió el 22 de marzo de 2020 debido a la pandemia de COVID-19, pero se reanudó los jueves, viernes y sábados a partir del 29 de julio de 2021.

## Estaciones
Desde el centro de El Paso hasta UTEP, luego de regreso al centro según el orden de la Figura 8 Loop
     Circuito del centro      Circuito de la parte alta
| Estación                  | Ubicación                        | Dirección | Circuito | Destinos                                                                              |
| ------------------------- | -------------------------------- | --------- | -------- | ------------------------------------------------------------------------------------- |
| Downtown Transit Center   | Santa Fe Street & Fourth Avenue  | norte     |          | - Downtown Transit Center - Instalación de mantenimiento y almacenamiento de tranvías |
| Overland                  | Santa Fe & Overland Avenue       | norte     |          |                                                                                       |
| Convention Center         | Santa Fe & Sheldon Court         | norte     |          | - Centro de Convenciones Williams                                                     |
| Cleveland Square          | Franklin Avenue & El Paso Street | este      |          | - Cleveland Square Park - Southwest University Park                                   |
| San Jacinto               | Franklin & Mesa Street           | este      |          | - Plaza San Jacinto                                                                   |
| Missouri                  | Stanton Street & Missouri Avenue | norte     |          |                                                                                       |
| Montana                   | Stanton & Yandell Avenue         | norte     |          |                                                                                       |
| Arizona                   | Stanton & Arizona Avenue         | norte     |          |                                                                                       |
| Cathedral                 | Stanton & California Avenue      | norte     |          | - Cathedral High School                                                               |
| Rim                       | Stanton & Rim Road               | norte     |          |                                                                                       |
| Kern                      | Stanton & Kerbey Avenue          | norte     |          | - Kern Place                                                                          |
| Cincinnati District       | Stanton & Cincinnati Avenue      | norte     |          |                                                                                       |
| Baltimore                 | Baltimore Drive & Mesa           | oeste     |          |                                                                                       |
| Glory Road Transit Center | Oregon Street & Glory Road       | sur       |          | - Centro de tránsito de Glory Road                                                    |
| Boston                    | Oregon & Boston Avenue           | sur       |          |                                                                                       |
| University                | Oregon & University Avenue       | sur       |          | - Universidad de Texas en El Paso                                                     |
| Hague                     | Oregon & Hague Road              | sur       |          |                                                                                       |
| Schuster                  | Oregon & Rim Road                | sur       |          |                                                                                       |
| Cliff                     | Oregon & Cliff Drive             | sur       |          |                                                                                       |
| Rio Grande                | Oregon & Rio Grande Avenue       | sur       |          | - Colegio Comunitario de El Paso                                                      |
| Yandell                   | Oregon & Yandell                 | sur       |          |                                                                                       |
| Arts District             | Oregon & Missouri                | sur       |          | - Bibliotecas Públicas de El Paso - Museo de Historia de El Paso                      |
| City Hall                 | Kansas Street & Mills Avenue     | sur       |          | - Ayuntamiento de El Paso                                                             |
| Courthouse                | Kansas & San Antonio Avenue      | sur       |          | - Palacio de justicia del condado de El Paso                                          |
| 1st Avenue                | Kansas & First Avenue            | sur       |          |                                                                                       |
| Stanton                   | Father Rahm Avenue & Stanton     | oeste     |          |                                                                                       |
| El Paso                   | Father Rahm & El Paso            | oeste     |          |                                                                                       |

## Material Róndate
Los funcionarios de la ciudad expresaron su deseo de preservar la historia de El Paso mediante la restauración de los viejos tranvías PCC que una vez atravesaron el centro de la ciudad entre 1949 y 1974. La ciudad tenía ocho tranvías, que estaban almacenados en un área desértica en el Aeropuerto Internacional de El Paso. Estos coches fueron fabricados originalmente en 1937 para el servicio en San Diego, California.
El trabajo para poner seis tranvías en condiciones operativas comenzó en 2015 y fue realizado por Brookville Equipment Corporation. Los vagones están pintados con los esquemas de color utilizados por el anterior sistema de tranvías de El Paso desde la década de 1950 hasta su cierre en la década de 1970, con tres versiones diferentes, que representan las décadas de 1950, 1960 y 1970, utilizadas en dos coches cada uno. Las modificaciones a los tranvías incluyeron la instalación de elevadores para sillas de ruedas, para cumplir con la Ley de Estadounidenses con Discapacidades, pantógrafos de medio diamante en lugar de troles y la adición de aire acondicionado. Han mantenido sus números de flota originales: 1504, 1506, 1511, 1512, 1514 y 1515.
El primero de los tranvías restaurados, el n.º 1506, se recibió de Brookville el 19 de marzo de 2018. A mediados de octubre, se habían recibido todos menos uno de los seis. El último de los seis tranvías en completar su restauración, el N.º 1511, fue recibido el 19 de diciembre de 2018.